# Liberty Reserve
Ліберті резерв (англ. Liberty Reserve S. A.) — колишня офшорна компанія, зареєстрована в Коста-Риці, яка за допомогою уніфікованого вебінтерфейсу займалася переказом електронних платежів через Інтернет.
Компанію закрито в кінці травня 2013 за звинуваченням органів юстиції США у протизаконному відмиванні грошей, керівництво компанії заарештовано.

## Історія Liberty Reserve
Була заснована в 2002 колишнім киянином, Артуром Будовським. Популярність компанії почала зростати дещо пізніше — в 2007 р, коли інша подібна компанія E-Gold, що була лідером в цьому секторі переказу грошей, підпала під звинувачення з боку уряду США в пособництві у відмиванні грошей. Рахунки клієнтів, які підозрювалися у відмиванні грошей, були блоковані. Рахунки HYIP-проектів і тих хто з ними працював потрапили під цю категорію. Власники таких проектів стали шукати нову платіжку, якою і виявилася Liberty Reserve. Лояльність до HYIP-індустрії, анонімність, безвідкликність платежів, а так само те, що система зареєстрована в Коста-Риці в офшорній зоні, яка не потрапляє під юрисдикцію Сполучених Штатів призвели до того, що Liberty Reserve стала платіжкою «номер один» для такого «електронного бізнесу».

## Види платежів
У системі компанії використовувалися три засоби здійснення платежів:
- долари (LR-USD);
- євро (LR-EUR);
- золото (LR-gold).

Одна з головних переваг системи — високий ступінь надійності проведення операцій і захисту гаманця. Liberty Reserve передбачала чотири рівні аутентификації користувача. Крім звичного пароля і контрольної картинки в користувача запитується унікальний PIN-код, який видався клієнтові при реєстрації. Даний PIN-код можна було ввести тільки через віртуальну клавіатуру на сторінці входу.
Сайт системи був представлений тільки англійською мовою, тому україномовне населення могло зазнавати труднощів під час реєстрації. До початку 2008 року комісійна винагорода за проведення операцій була відсутня, пізніше це правило було скасовано. Стандартна комісія системи становила 1% від суми платежу (не менше 0,1 долара, але і не більше 0,4 долара). Також, користувач мав можливість забезпечити додатковий захист переказу (анонімний переказ), оплативши при цьому 0,75 доларів на користь системи.
Головний недолік системи — вивід коштів був доступний тільки через спеціалізовані пункти. Можливість переказу та поповнення коштів через банківські платіжні картки і скретч-картки відсутня.
Інтернет-співтовариство називало Liberty Reserve «Люба» або «Ліби», хоча найпростіше назвати «Ліберті». Liberty Reserve дослівно перекладається Запас Свободи або Резерв Свободи в значенні резерв фінансової незалежності.
Комісія мінімальна, виведення грошей можливе як в Україні, так і в будь-яких інших країнах СНД.

## Механізми захисту трансакцій
У системі використовувалися кілька рівнів захисту:

### Login Pin
Перший рівень захисту. Це ідентифікатор, що складається з 4-5 цифр, створюється при реєстрації та використовується для одержання доступу до гаманця й основному акаунту.

### Password
Другий рівень захисту. Також створюється користувачем при реєстрації та вводиться щораз при вході в акаунт. Може бути набраний з віртуальної клавіатури за допомогою миші для захисту від шпигунського ПЗ, що полює за паролями користувача.

### Custom Welcome Message (CWM)
Привітальне повідомлення, яке користувач встановлює сам. Захист від атак типу dns-injection. Зловмисник може створити сайт — повну копію Liberty Reserve сервісу, потім використовуючи помилки в браузері або встановлений на ПК користувача троян перенаправляє запит на свій сайт. Якщо після того, як введені номер гаманця й пароль, користувач побачить привітальне повідомлення, відмінне від того, яке було встановлено, користувач повинен негайно залишити сайт і перевірити ПК антивірусною програмою.

### Master Key
Третій рівень захисту. Це тризначне число, яке запитується при важливих операціях, таких як переказ коштів, редагування даних профілю. Уводиться тільки з віртуальної клавіатури. Якщо Master Key уведено три рази підряд неправильно блокується доступ до аккаунту на годину.

## Закриття компанії
Під кінець її діяльності в компанії було кілька мільйонів клієнтів по всьому світу та близько 200 тисяч у США.
В обвинувальному висновку генеральної прокуратури США зазначено, що Liberty проводила по 12 млн фінансових операцій на рік на загальну суму понад 1,4 млрд доларів.
Послугами «Ліберті резерв», згідно звинуваченню, широко користувалися зловмисники, які продають інформацію про банківські картки, і хакери, які діють у В'єтнамі, Нігерії, Гонконгу, Китаї та США. Нею також користувалися в основному для відмивання незаконних доходів від фінансових пірамід та мережевих махінацій, а також від торгівлі наркотиками, дитячої порнографії та викрадення особистих даних. За документами, які влада США оприлюднила на початку травня, Liberty причетна до відмивання 45 млн доларів, нещодавно викрадених з двох близькосхідних банків.
Один з головних засновників компанії, колишній киянин Артур Будовський, він же Артур Беланчук, він же Ерік Пальц, який же вже був в 2007 році засудженний в Нью-Йорку на 5 років умовного покарання за аналогічний бізнес під назваю «Gold Age» — був заарештований в Іспанії і очікує на екстрадицію до США. Він був натуралізований громадянин Коста-Рики, який невдовзі до цього відмовився від громадянства США. Але зміна громадянства йому не допомогла — поліція Іспанії заарештували його на замовлення федеральної прокуратури США.
Прокурор Манхеттена Пріт Бхарара оголосив на прес-конференції звинувачення з боку прокуратури США:
|  | Єдина свобода, яку Liberty Reserve надала багатьом своїм користувачам — це була свобода для вчинення злочинів <...> головною її цінністю була анонімність, і вона стала популярним центром для шахраїв, хакерів і торговців людьми. |

Арешт Будовського став результатом спільної операції ФБР, Мін'юсту, Інтерполу і силових структур правоохоронців із 17 країн. Затримано також четверо його спільників, в тому числі співзасновник компанії Володимир Кац (41 рік) і технічний директор Марк Мармилев (33). Сайт Liberty Reserve і чотири домени, що належали йому, закриті, 45 її банківських рахунків заарештовані.

## Виноски
1. ↑  Vladimir Kats, Arthur Budovsky of Liberty Reserve arrested in $6 billion money-laundering scheme. - NewsDay, 28 May 2013(англ.)
2. ↑  Голос Америки: Арест Артура Будовского: «крестовый поход» против отмывания денег продолжается(рос.)